# Криптовалута
Криптовалута (на английски: cryptocurrency) е средство за размяна, основано на блокчейн технология и криптография за отчетност на трансакциите и осъществяването на контрол върху създаването на нови единици. Криптовалутите са подвид на алтернативни валути или по-конкретно на цифровата валута. Първата децентрализирана криптовалута става биткойн през 2009 г. Оттогава са създадени множество други криптовалути. Наричани са често алткойн като смесица от биткойн алтернативи.
За разлика от цифровите валути на централните банки в централизираните банкови системи, контролът при криптовалутите е децентрализиран. Например при биткойн децентрализираното управление става с блокова верига, т.е. базата от данни на трансакциите се поддържа като разпределена счетоводна книга.
Поради големите скокове в цените и произтичащите от това измами финансовите регулатори се опитват да ограничат и регламентират по някакъв начин криптовалутите, както и всички услуги и продукти, свързани с тях. В тази посока са и действията на големи рекламодатели като Гугъл и Фейсбук, които вече са забранили рекламите, свързани с криптопродукти.

## Същност
Единиците криптовалута се произвеждат в цялата криптовалутна система чрез изчисления с публично известна скорост. За разлика от централизираната банкова система, като например Системата на Федералния резерв (на английски: Federal Reserve System), корпоративните бордове или правителствата контролират доставката на валута или чрез печатане на фиатни пари, или чрез цифровите банкови регистри. При децентрализираната криптовалута фирмите или правителствата не могат да произвеждат единици криптовалута. Основната техническа система за криптовалута е създадена от Сатоши Накамото (на английски: Satoshi Nakamoto).
Към март 2015 година съществуват стотици криптовалутни спецификации. Повечето от тях са подобни на или произлизат от първата напълно възприета криптовалута биткойн. Сигурността, цялостността (на английски: integrity) и балансът на регистрите в криптовалутните системи се поддържат от група независими хора, наречени копачи (на английски: miners), които извършват чрез компютрите си съответни операции по валидиране на датата и часа на трансакциите според конкретната схема, като ги добавят към счетоводната книга. Сигурността на счетоводната книга се основава на предположението, че повечето от копачите честно се опитват да я поддържат, защото имат финансов стимул за това.
Повечето криптовалути са замислени така, че скоростта на добиване да намалява с напредването на процеса, като така се поставя ограничение за общия брой единици. Така се имитира оскъдното наличие на благородни метали, които са покритие за традиционните пари. В сравнение с обикновените пари, съхранявани в банки или държани в брой, криптовалутите не са така податливи на изземване от правоохранителните органи. Всички те са псевдоанонимни, макар че се предлагат варианти като зирокойн (на английски: Zerocoin), за да се даде възможност за истинска анонимност.

### Атрибути
Според Прайс Уотърхаус Купърс (PricewaterhouseCoopers, PwC) повечето криптовалути имат следните атрибути:
- кодът е устойчив на фалшифициране.
- съществуват механизми, предотвратяващи харченето на единици, които потребителят не притежава.
- ограничено предлагане, съчетано със способност на пазара да разбива на по-малки части единиците в обращение, ако е нужно.
- светкавичен и необратим трансфер на реална стойност през интернет, без намесата на финансови посредници.
- децентрализирана мрежа за размяна, която предлага сигурност и проверка на трансакциите.
- вътрешни механизми, насърчаващи нови участници да се включат чрез компютрите си, предоставяйки изчислителна мощ в подкрепа на функционирането на мрежата.
- публично достъпна информация за трансакциите, поместена в глобален публичен регистър – еквивалент на главна счетоводна книга.
- персонална сигурност, осигурена от публични и частни криптографски ключове.
- съществуващо ядро от програмисти и копачи, които развиват кода, осигурявайки стабилност и сигурност на мрежата.[21]

## История
През 1998 г., Wei Dai публикува описание на „б-пари“ – анонимна, разпределена, електронна система за пари в брой. Малко след това Ник Сабо създава битголд (на английски: BitGold). Подобно на биткойн и други криптовалути след него, битголд е електронна система за валута, при която от потребителите се изисква да изпълняват функция „Доказателство-за-работа“ и да публикуват криптирани решения.
Първата децентрализирана криптовалута биткойн е създадена през 2009 г. от разработчик с псевдоним Сатоши Накамото. Той използва SHA-256 криптографска хеш-функция за функцията „Доказателство-за-работа“. Kъм 2015 година в обращение има 14 милиона биткойна. През април 2011 година е създаден неймкойн (на английски: Namecoin) като опит за формиране на децентрализирана Система за имена на домейни, която да затрудни интернет цензурата. Скоро след това през октомври 2011 година е пуснат Litecoin. Това е първата успешна криптовалута, която използва скрипт като своя хеш-функция вместо SHA-256. Друга значима криптовалута е пиъркойн (на английски: Peercoin). Тя е първата, която използва функция-хибрид между „Доказателство-за-работа“ и „Доказателство-за-дял“. Създадени са много криптовалути, макар малко от тях да са успешни, тъй като предлагат малко технически иновации.
След 2014 година се появява така наречените криптовалути „второ поколение“ като Monero, Ethereum, Dash и NXT. Те са с разширени функционалности като прикрити адреси, умни договори, странични вериги или активи.

### Публичност
Представители на централни банки твърдят, че приемането на криптовалути, като биткойн, е значително предизвикателство пред способността им да оказват влияние върху цената на кредита в икономиката. Те също твърдят, че колкото повече става популярна търговията с криптовалути, толкова повече отслабва потребителското доверие във фиатните пари. Според Гарет Мърфи, служител в централна банка „Широката употреба на криптовалута ще направи доста по-трудно за статистическите агенции събирането на информация за икономическата дейност, която е необходима на правителствата за управление на икономиката“. Според него виртуалните валути представляват ново предизвикателство пред важните функции на централните банки при осъществяването на монетарна и валутна политика.
Джордан Кели, основател на Робокойн (на английски: Robocoin) стартира първия биткойн банкомат в САЩ на 20 февруари 2014 г. Устройството, инсталирано в Остин, Тексас, има скенер за документи, за да се потвърди самоличността на потребителите.
Фондацията „Доджкойн“ (на английски: Dogecoin) – благотворителна организация, свързана с валутата Dogecoin – дари еквивалента на над 30 000 щ.д. под формата на криптовалута, за подпомогне участието на отбора по бобслей на Ямайка на Олимпийските игри през 2014 г. в Сочи, Русия.

## Финансови и бизнес аспекти

### Физически лица и фирми
Една основна разлика между криптовалутите и останалите начини за разплащане е отпадането на нуждата от участието на трети страни, т.е. на финансови институции. За потребителите криптовалутите предлагат бързо и евтино разплащане между хора и фирми без намесата на посредници (с изключение на интернет доставчиците) и без страните да предоставят личните си данни или информация за произхода на средствата. Това не означава, че при евентуално разследване на властите трансакциите не могат да бъдат проследени. При необходимост местонахождението на направената трансакция може да бъде проследено чрез справка в електронния публичен регистър, представляващ еквивалент на главна счетоводна книга. От гледна точка на бизнеса криптовалутите са начин за извършване на финансови трансакции с ниски такси, заради ниския риск, свързан с мигновеното уреждане на разплащания, както и нулевата възможност за връщане на пари, поради оспорени или измамни трансакции по кредитни карти.
Според анкета на PwC през 2014 г. 81% от анкетираните са ползвали валутата за онлайн пазаруване, други 17% са я предпочели заради анонимността. С криптовалута са извършвани разплащания и за други цели, като практикуване на компютърни игри в мрежата – 17%, както и погасяване на задължения по кредитни карти – 14%.
Поради ниската ликвидност на криптовалутите има значителни разходи по обмяната на фиатни пари в криптовалути и обратно. Освен това високото непостоянство на цената (волатилност) на единица криптовалута към друга валута поражда големи рискове за потребители и фирми, затова все още в повечето случаи този вид валути не са предпочитани за дългосрочни „кеш“ позиции.

### Инвеститори
Криптовалутите набират популярност като метод за разплащане, тъй като те по-скоро предоставят някои интересни възможности пред инвеститорите, особено за тези с по-краткосрочни намерения за инвестиции или дори финансови спекулации – отново заради изменчивостта. Както е споменато от PwC прес 2015 г., според едно проучване изменчивостта на биткойна спрямо щатския долар е от 5 до 7 пъти по-голяма отколкото тази на фиатните пари при търговията на Форекс пазара. Инвеститорите имат и друг поглед върху нещата, тъй като някои хора оценяват стойността на самата технология, целостта на криптографския код, както и децентрализираната мрежа.

### Предприемачи
Пред предприемачите се откриват възможности за предлагането на нови услуги, свързани с употребата на криптовалути, като пазари за търговия, онлайн портфейли и др., както и изграждането на нови технологични и други приложения. Директно свързано със самите криптовалути е създаването на нови криптовалути, както и тяхната поддръжка от общността.

### Конкуренция
Криптовалутите се използват предимно извън съществуващите банкови и правителствени институции. Въпреки че тези алтернативни, децентрализирани начини на обмен са в ранен етап на развитие, те имат значителен потенциал да конкурират съществуващите платежни системи.
Днес съществуват над 200 цифрови валути. Мрежите играят важна роля при анализа на развитието на криптовалутните пазари. Тъй като всяка валута вдига стойността си с увеличаването на броя на потребителите ѝ, някои валути постигат огромен успех. Сред най-ранно навлезлите на пазара криптовалути си „Bitcoin“, „Litecoin“, „Peercoin“, „Namecoin“ в този ред.

### Пазарна капитализация
По исторически причини пазарната капитализация на всички криптовалути е доминирана от Биткойн, който съставя поне 50% от нея. Останалите криптовалути се повишават или понижават в зависимост от стойността на Биткойн, която се определя основно от спекулациите при другите, ограничаващи фактори на технологията, познати като блокчейн награди, кодирани в самата архитектура на Биткойн.
Пазарната капитализация следва тенденция, позната като „halving“ (делене наполовина), която се проявява, когато наградите, получени от Биткойн блока, се разпределят наполовина. Това се дължи на ограничаващите фактори на самата технология, които на техен ред ограничават цялостния запас на Биткойн. Когато наближи времето за „halving“ (досега се е случвало 2 пъти) пазарната капитализация на криптовалутата се повишава, след което следва спад.
Към средата на юни 2021 г. криптовалутите се смятат за екстремно непредсказауеми и рискови активи, по отношения на диверсификацията на инвестиционни портфейли. Въпреки това тази опция се предлага от някои инвестиционни посредници в САЩ.
Към юли 2024 пазарът на криптовалути продължава да демонстрира непредсказуемост.

## Законност
Правният статут на криптовалутите варира значително в различните страни и в много от тях е все още неопределен или се променя. В някои страни употребата и търговията с тях е разрешена, в други е забранена или ограничена. Различни правителствени агенции, департаменти и съдилища са класифицирали биткойн по различен начин. В Китай периодът на изключително бързо приемане в началото на 2014 г. е последван от забрана за боравенето с биткойн от страна на Китайската централна банка. В началото на септември 2017 в Китай са обявени за незаконни и операциите по първично предлагане на токени в криптовалута (на английски: Initial coin offering, ICO, еквивалент на първичното публично предлагане на акции). В Русия, макар криптовалутите да са законни, е незаконно да се купуват стоки с каквато и да е валута, различна от руската рубла. 
На 25 март 2014 г. Данъчната служба (IRS) на САЩ узаконява третирането на биткойн като актив вместо като пари. По този начин биткойн става облагаем с данък. Едно от предимствата на това решение е, че то изяснява законността на биткойн. В документ, публикуван от учени от Оксфорд и Уорик са посочени някои характеристики, подобни на пазара на благородни метали и че биткойните предлагат повече от традиционните валути. Страни като Сингапур, Австралия и Канада вече са дали или са в процес на издаване на насоки за третиране на криптовалутите, а правителството на Великобритания е обявило, че ще изработи закони срещу криминални деяния, касаещи новите видове валути. На международно ниво работи Специална група за финансови действия (на английски: Financial Action Task Force) срещу престъпления с криптопари.
Във връзка с криптовалутите възникват и други правни въпроси. Криптовалутата „Койние“ (Coinye), първоначално наречена Coinye West, е използвала без разрешение името на рапъра Кание Уест, което представлява злоумишлено нарушение на търговската марка, нелоялна конкуренция, киберпиратство.

### Влияние върху икономиката
След като популярността и търсенето на криптовалути се увеличава след 2009 г., възникват опасения, че нерегулираната им употреба може да се превърне в заплаха за обществото и глобалната икономика. Загрижеността идва също така и от това, че алткойните могат да станат инструмент за анонимни уеб престъпления.
Сделките с алткойни са независими от официалните банки и следователно могат да улеснят укриването на данъци. Тъй като облагаемият доход се основава на декларираните от лицето приходи, става изключително трудно да се отчитат трансакциите с криптовалути, а в някои случаи е невъзможно да се проследят. 
В мрежите, в които се използва криптовалута, се наблюдава подчертана липса на регулация и анонимност, която привлича много потребители, търсещи именно това. Липсата на правила означава, че потенциални престъпници могат да се опитат да укриват данъци и да перат пари. Вместо да се извършва чрез сложна мрежа от финансови участници и офшорни банкови сметки, прането на пари чрез алткойн стои извън институциите и може да се постигне чрез анонимни сделки.

### Арести
В САЩ са извършени арести, свързани с криптовалута. Един забележителен случай е арестът на Чарли Шрем, главен изпълнителен директор на BitInstant.

### Измами
На 6 август 2013 г. съдия Амос Мазант от федерален съд – област източен Тексас постановява, че криптовалутата (изрично посочва биткойни) може да се използва като пари (тя може да се използва за закупуване на стоки и услуги, да служи за разплащане и да  се разменя за конвенционални валути). Това решение позволи на Комисията за обмен на финансови инструменти на САЩ (на английски: Securities and Exchange Commission), да получи юрисдикция по случаите на измама с ценни книжа, включващи и криптовалута.
GBL, китайска платформа за търговия с биткойни, внезапно затваря на 26 октомври 2013 г. Клиентите, които не са могли да се логнат, са загубили над 5 милиона щатски долара в биткойни.
През февруари 2014 г. обявява несъстоятелност Mt. Gox – най-голямата борса на биткойни. Компанията заявява, че е загубила почти 473 милиона щатски долара на клиентите си, вероятно поради кражба. Това е еквивалент на приблизително 750 000 биткойни, или около 7% от всички в обращение. Поради кризата и други негативни събития, цената на един биткойн пада от около 1160 щ.д. през декември до под 400 щ.д. през февруари. 
На 31 март 2015 г. двама бивши агенти от отдела за борба с наркотиците и Тайните служби на САЩ (на английски: Secret Service) са обвинени в телефонни измами, пране на пари и други престъпления, за които се твърди че има кражба на биткойни по време на федерално разследване на Silk Road (незаконен черен пазар) спрян през 2013 г.
На 1 декември 2015 г., Homero Joshua Garza е обвинен в измама с ценни книжа. Той е собственик на вече несъществуващата GAW Miners, продаваща оборудване за добиване на криптовалута. Garza е обвинен в ръководене на сложна пирамида (схема на Понци) под прикритието на „облак за добиване“ в център за данни. Той продава акции на клиенти под името „hashlets“, чрез своя портал Zenportal с над 10 000 потребители, закупили hashlets в обем от над 19 милиона щатски долара. GAW Miners е основана от Homero Joshua Garza и Stuart Fraser от Cantor Fitzgerald, известна компания за ценни книжа.

### Черни онлайн пазари
Криптовалутата се използва и в противоречиви трансакции като тези на черните онлайн пазари от типа на Silk Road. Първият Silk Road е затворен през октомври 2013 г., но оттогава има още две версии; настоящата версия е Silk Road 3.0. Успешната форма на Silk Road е широко използвана в черните онлайн пазари, което довежда до последваща децентрализация на черния онлайн пазар. През годината, следваща първоначалното закриване на Silk Road, броят на известните черни пазари нараства от четири на дванадесет, докато списъкът с предлагани наркотици се увеличава двойно – от 18 000 на 32 000.
Черните онлайн пазари са предизвикателство пред законоприлагащите органи. Биткойните и другите форми на криптовалута, които се използват в тях, не са ясно юридически дефинирани почти никъде по света. Например в САЩ биткойните са определени като „виртуални активи“. Тази двусмисленост подлага на постоянно напрежение законодателните органи по цял свят, които трябва да се приспособят към променящата се търговия с наркотици на черните пазари.
Тъй като повечето черни пазари преминават през Tor, те могат да бъдат намерени относително лесно в публичните домейни. Това означава, че могат да бъдат намерени техните адреси, а също така и отзивите на клиенти и отворени форуми, например за наркотиците, продавани на пазара. Тази анонимност позволява на потребителите от двете страни на черния пазар да избягат от обсега на законодателните органи. Резултатът е, че законодателните органи се придържат към таргетиране на отделни пазари и наркодилъри, за да ограничат доставките. Въпреки това дилърите и доставчиците са крачка напред пред законодателите, които не могат да се справят с бързо разрастващите се анонимни търговски обекти на черните пазари.

### Изнудване
Относителната анонимност на страните в сделката прави криптовалутите изключително подходящи за излизащи извън рамките на закона сделки, извършвани анонимно по интернет. Например след 2009 г., когато е създаден биткойн, настава истинска експлозия на т.нар. „рансъмуер“ (на английски: ransom – откуп) или „шифроващи вредителски програми“, който шифрова информацията на заразения компютър и изнудва потребителя да му плати откуп в биткойни.

## Техники за удостоверяване
Криптовалутите използват различни схеми за удостоверяване на времето на трансакцията, за да избегнат необходимостта от доверена трета страна, която да удостоверява трансакциите, които са добавени към главния регистър.

### Схема „Доказателство за работа“
Първата схема, създадена за определяне на часа и времето на трансакцията, е схемата доказателство-за-работа. Най-често използваните такива схеми са базирани на SHA-256, който е представен от биткойн, или Scrypt, който се използва от валути като лайткойн (на английски: Litecoin). Последната доминира в света на криптовалутите като има най-малко 480 потвърдени имплементации.
Други хеширащи алгоритми, които се използват в схемите доказателство-за-работа включват CryptoNight, Blake, SHA-3 и X11.

### Схема „Доказателство за дял“
Някои криптовалути използват комбинирани схеми Доказателство-за-работа (на английски: Proof of work system)/Доказателство-за-дял (на английски: Proof of stake). Схемата Доказателство-за-дял е метод за подсигуряване на мрежата на криптовалутите и постигане на разпределен консенсус чрез изискване към потребителите да покажат собственост за определен обем валута. Различава се от схемата Доказателство-за-работа с това, че използва трудни хеширащи алгоритми за валидиране на електронните трансакции. Тази схема е силно зависима от кода на валутата и към момента няма стандартизирана нейна форма.